# Oton (cesarz rzymski)
Oton lub Othon, Marek Salwiusz Oton (Marcus Salvius Otho; ur. 28 kwietnia 32 w Ferentium, zm. 16 kwietnia 69 w Brescello) – cesarz rzymski od 15 stycznia 69 do swojej śmierci.

## Życiorys
Pochodził ze starego etruskiego rodu. Jego przyjaźń z cezarem Neronem skończyła się w 58, gdy jego żona Poppea Sabina, została kochanką, a później żoną władcy.
Oton został namiestnikiem Luzytanii (obecna Portugalia i zachodnia część Hiszpanii) i w ten sposób musiał wyjechać z Rzymu. Choć nie miał doświadczenia administracyjnego, okazał się dobrym zarządcą. Od początku popierał namiestnika Hiszpanii Tarrakońskiej Galbę, gdy ten zbuntował się przeciwko Neronowi. Oton powrócił z Galbą do Rzymu po upadku Nerona. Liczył na to, że leciwy Galba w dowód wdzięczności za wspieranie go przeciw Neronowi, wyznaczy go na swego następcę. Jednakże Galba wyznaczył swym następcą Lucjusza Kalpurniusza Pizona. Rozgoryczony Oton zawiązał spisek i przy pomocy pretorianów dokonał zamachu stanu. Pomogło mu też niezadowolenie ludności Rzymu z surowych rządów Galby. 15 stycznia 69 Galba i Pizon zostali zamordowani, a jeszcze tego samego dnia Oton został wybrany na cesarza przez pretorianów.
Oton musiał stawić czoła rebelii Witeliusza, namiestnika Germanii Dolnej, który obwołany cesarzem przez podległe sobie legiony nadreńskie, rozpoczął na ich czele marsz w kierunku Italii. Oddziały Otona, złożone z kohort pretorianów i części oddziałów naddunajskich, zastąpiły najeźdźcom drogę pod miejscowością Bedriacum w dolinie Padu. W wyniku bitwy oddziały wierne Otonowi poniosły ciężkie straty, ale nie zostały rozbite. Wówczas Oton, by uchronić kraj przed dalszym bratobójczym rozlewem krwi, zdecydował się popełnić samobójstwo. I choć jego sprawa nie była jeszcze stracona, a jego żołnierze wykazywali ochotę do dalszej walki, cesarz pozostał nieugięty w swych zamiarach i 16 kwietnia 69 r. przebił się sztyletem. Zwycięski Witeliusz urządził Otonowi uroczysty pogrzeb i ruszył z legionami w drogę do Rzymu, aby odbyć triumfalny wjazd i oficjalnie ogłosić się cesarzem.
Oton występuje jako postać historyczna m.in. w powieściach Henryka Sienkiewicza Quo vadis, Miki Waltariego Wrogowie rodzaju ludzkiego i Paula L. Maiera Rzym w płomieniach, Williama Szekspira Poskromienie Złośnicy oraz w filmie Konrada Łęckiego Imperator (film w języku łacińskim).